# Marsyas-Maler

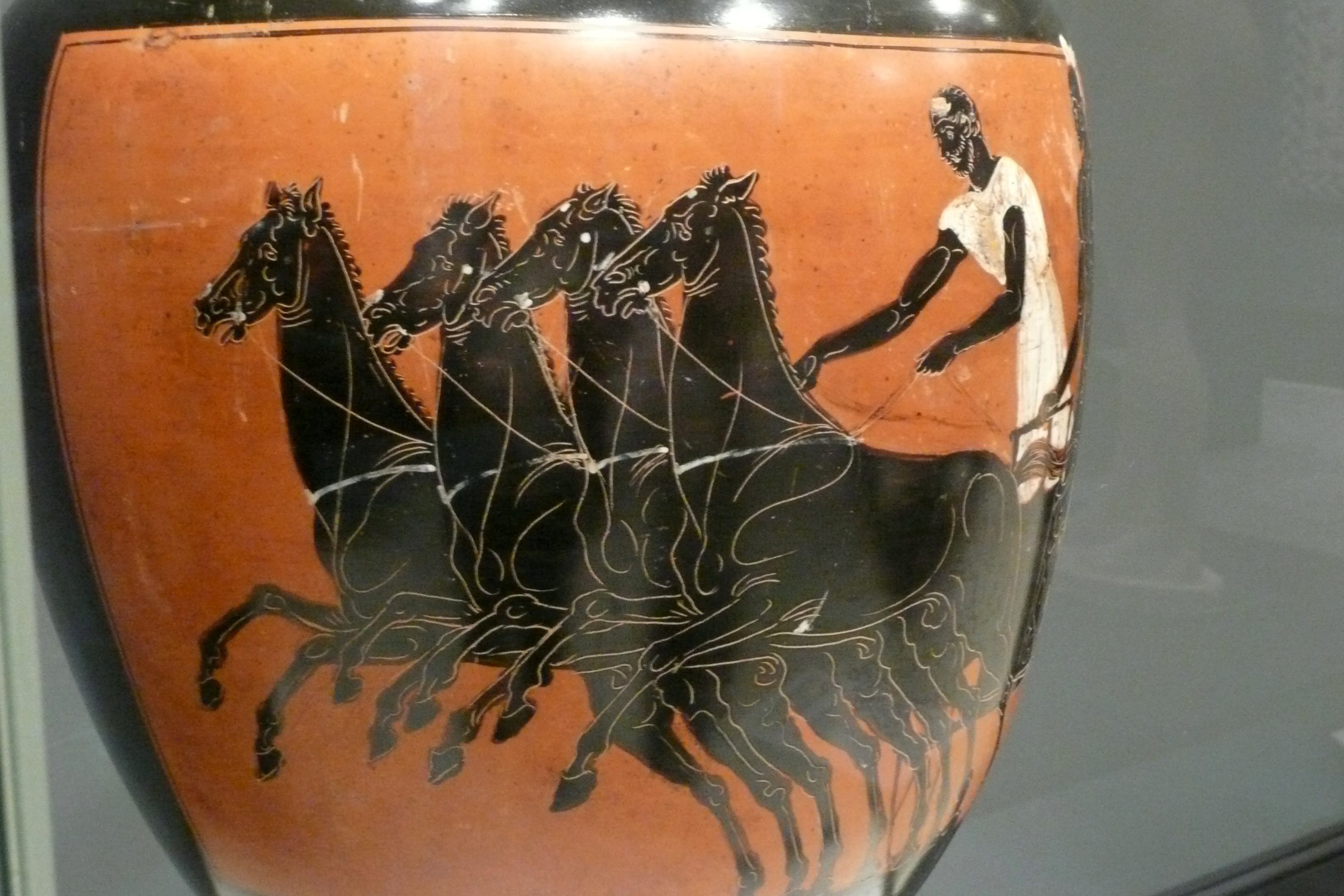
Panathenäische Preisamphora, Malibu J. Paul Getty Museum

Der Marsyas-Maler war ein Vasenmaler des attisch-rotfigurigen Stils. Seine Arbeiten werden in die Zeit zwischen 370 und 340/30 v. Chr. datiert.
Der Marsyas-Maler ist vielleicht der beste Maler der attisch-rotfigurigen Vasenmalerei der 2. Hälfte des 4. Jahrhunderts v. Chr. im sogenannten Kertscher Stil. Seinen Notnamen erhielt er von der Darstellung des Marsyas auf einer Pelike, die sich heute in der Eremitage in St. Petersburg befindet. Derzeit werden ihm 13 rotfigurige Werke zugeschrieben. Dazu gehören vor allem größere Gefäße wie Lebetes gamikoi, Peliken, Hydrien und Lekaniden. Erst vor einigen Jahren wurden dem Marsyas-Maler zehn Panathenäische Preisamphoren zugewiesen, was eine neue Beurteilung erlaubt. 
Der Marsyas-Maler stellt Themen aus der Welt der Frauen und Alltagsszenen ebenso dar wie mythologische Motive. Er malt harmonische und dennoch monumentale Figuren, seine Pinselführung zeugt von Sicherheit. Er ist ein Meister der räumlichen Darstellung und spielt mit Verkürzung und Zusammenziehung, was statuative Effekte verursacht. Stoffe und Gewänder sind detailreich und volumenhaft. Sein Meisterwerk ist ein Lebes gamikos in der Eremitage, der in Kertsch gefunden wurde. Hier zeigt er die epaúlia, das Fest der jungvermählten Ehefrau. Auf einer Pelike mit Peleus und Thetis zeigt er die vielleicht besten weiblichen Aktstudie der griechischen Vasenmalerei. Zusätzliche Farben wie Weiß und Gold setzt er häufig aber zurückhaltend ein. Von Panos Valavanis wurde er mit dem Eleusinischen Maler gleichgesetzt.